# Bad Boys (1983)
Bad Boys är en amerikansk dramafilm från 1983 som till största delen utspelas i ett ungdomsfängelse. Filmen är regisserad av Rick Rosenthal och huvudrollen som den 16-årige Mick O'Brien spelas av Sean Penn. Filmmusiken är komponerad av Bill Conti.

## Handling
Mick O'Brien är en 16-årig ungdomsbrottsling i Chicago. Hans brottsliga gärningar består i väskryckning, vandalism och gängbråk, men han planerar något större - att råna rivalen Paco Moreno. Planen går helt fel; Micks bäste vän och partner Carl dödas, och Mick råkar köra över och döda Pacos 8-årige lillebror.
På grund av sin unga ålder döms Mick till Rainfords ungdomsfängelse. Fångvaktarna tycks ha resignerat och givit upp allt hopp om att ungdomarna skall kunna lämna sitt kriminella leverne bakom sig. Rainford styrs av internerna Viking och Tweety, som ofta ger sig på medfångar genom våld och våldtäkt. Mick tröttnar på deras välde och misshandlar dem blodiga.
Paco hämnas sin lillebrors död genom att våldta Micks flickvän J.C. (Ally Sheedy). Tillsammans med sin cellkamrat Horowitz lyckas Mick rymma från anstalten. Horowitz grips omgående, medan Mick tar sig hem till J.C. Mick grips i hennes hem och de skiljs åt. Paco har arresterats för våldtäkten och spärras in på samma ungdomsfängelse som Mick. 

## Rollista
- Sean Penn - Mick O'Brien
- Esai Morales - Paco Moreno
- Alan Ruck - Carl Brennan
- Ally Sheedy - J.C. Walenski
- Clancy Brown - "Viking" Lofgren
- Robert Lee Rush - Warren "Tweety" Jerome
- Reni Santoni - Ramon Herrera
- Jim Moody - Gene Daniels
- Eric Gurry - Barry Horowitz
- John Zenda - övervakare Wagner